# Newsan
Newsan es una empresa argentina dedicada a la fabricación, comercialización y distribución de electrónica de consumo y artículos para el hogar. 

## Historia
Con la sanción de la Ley de Promoción Industrial 19.640, y la creación de un régimen especial fiscal y aduanero para el entonces Territorio Nacional de la Tierra del Fuego, Antártida e Islas del Atlántico Sud, el gobierno argentino propició las condiciones para la radicación de nuevos emprendimientos económicos en ese territorio. Fue así como en 1987 nace Sansei S.A., propiedad de Ruben Cherñajovsky, la cual en el año 1991 se asociaría en un joint venture con Sanyo Electric Trading Co., dando origen a Grupo Newsan.
En 1999, la compañía inició un proceso de adquisición de marcas estratégicas del mercado argentino con la compra de Noblex y Atma, las cuales ampliaron la participación de mercado de Newsan en línea marrón y pequeños electrodomésticos. Luego entre 2003 y 2008 se sumaron al portfolio de marcas Philco y JVC. 
En 2010, incorporó una nueva unidad de negocios denominada Newsan Food, dedicada a la exportación de productos de la industria pesquera y otros alimentos premium como la miel, mosto, ciruelas y pasas de uva.
En 2018 realizó una alianza con la empresa Vestas, fabricante de aerogeneradores, para el desarrollo del mercado de energías renovables.
En 2020 se asoció con LG para la construcción de Aires Acondicionados Inverter en la provincia de Tierra del Fuego.

## Infraestructura industrial
Newsan cuenta con 7 plantas industriales y 3 centros logísticos en el país. En la Provincia de Tierra del Fuego se centraliza la mayor parte de sus operaciones, con 5 plantas productivas y 1 centro logístico ocupando una superficie total de 70.550 m².
En Buenos Aires, se ubican otras 2 plantas industriales (Campana y Avellaneda), así como 2 centro logístico, que totalizan una superficie de 115.000 m².

## Distinciones
- Distinción a la gestión de la eficiencia energética (Premios al Liderazgo en Gestión de la Energía, 2018).[5]
- Premio a la Exportación 2018 (Premio a la Exportación, Prensa Econónica, 2018).[6]